# Locomotive SFM 101-106
Le locomotive 101 ÷ 106 della Società italiana per le strade ferrate meridionali erano un gruppo di 6 locomotive a vapore di costruzione inglese, progettate per il traino di treni passeggeri veloci.

## Storia
Il gruppo, originariamente di sei locomotive a due assi accoppiati, prodotte dalla fabbrica inglese di Birkenhead Brassey, Canada Works, venne acquistato dalla SFM. Nel 1863 questa aveva assunto l'onere di completamento della tratta ferroviaria Salerno-Eboli, denominata Strada Ferrata del Cavaliere Bayard, che venne aperta all'esercizio il 14 giugno; nel corso dell'anno aveva acquisito dalla Società Bayard anche la Napoli–Salerno e la diramazione per Castellammare per cui occorreva rinnovarne il parco rotabili. Le locomotive ricevettero i numeri da 101 a 106. La linea nel 1885 venne inserita nella Rete Mediterranea (RM), e le locomotive reimmatricolate RM 2421 ÷ 2426. Con il passaggio alle Ferrovie dello Stato (FS),  nel 1905, vennero incluse nel gruppo 110 con i numeri progressivi 1101 ÷ 1105 ma vennero subito radiate entro il 1908 perché tecnicamente obsolete.

## Caratteristiche
Si trattava di locomotive costruite secondo la tecnica del loro tempo a due cilindri esterni e a semplice espansione, con due assi motori accoppiati e un asse portante; la distribuzione era a cassetto tipo Stephenson.